# Vzdělávání v Rusku

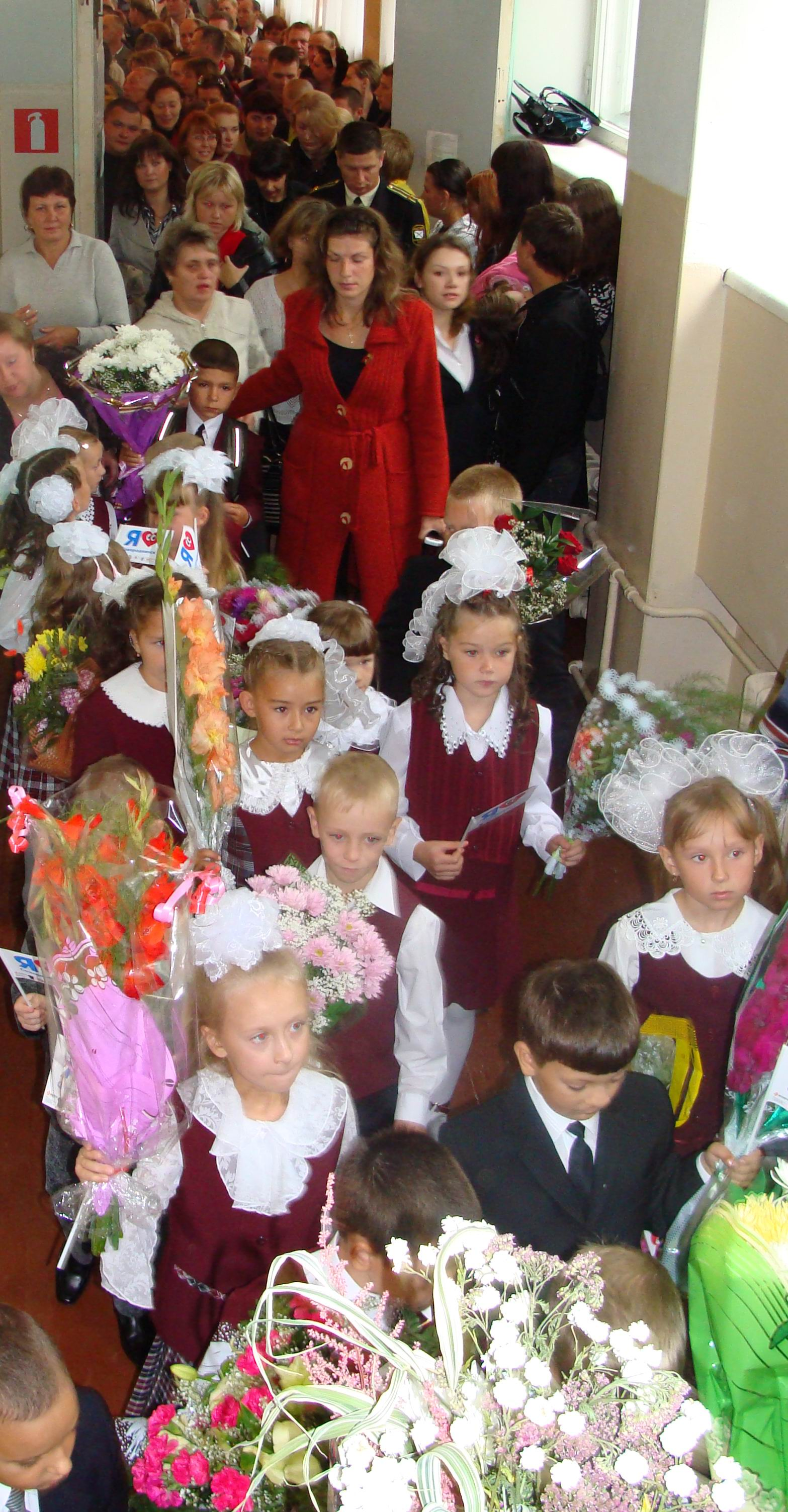
Den znalostí

Vzdělávání v Ruské federaci je proces, který je zaměřen na výchovu a vzdělávání. Je společensky významným přínosem a je prováděn v zájmu člověka, rodiny, společnosti a státu. Tento proces je také souborem získaných znalostí, vědomostí, dovedností, hodnotového nastavení, zkušeností, činností a kompetencí určitého objemu a složitosti v zájmu intelektuálního, duchovně-morálního, tvůrčího, fyzického a (nebo) profesionálního vývoje člověka. Slouží k uspokojení vzdělávacích potřeb a zájmů člověka.
Školní rok je rozdělen na čtyři čtvrtiny se začátkem v září a koncem v květnu, kdy jsou před začátkem dalšího ročníku letní prázdniny. Další prázdniny bývají ještě v listopadu, na přelomu prosince a ledna a v březnu.
V souladu s článkem 43 Ústavy Ruské federace mají občané Ruska právo na povinné bezplatné všeobecné vzdělání a na bezplatné vysokoškolské vzdělání na základě soutěže.

## Vzdělávací systém v Ruské federaci
Vzdělávací systém v Rusku zahrnuje:
- vzdělávací standardy a federální vládní požadavky,
- vzdělávací programy různých druhů, úrovní a zaměření,
- organizace, které vykonávají vzdělávací činnost, s nimi spojeni pedagogičtí pracovníci, studenti a rodiče (zákonní zástupci) nezletilých žáků,
- řídící orgány v oblasti vzdělávání (na federální úrovni, na úrovni subjektů federace a obecní úrovni), jimi vytvořené poradní a jiné subjekty,
- organizace zajišťující vzdělávací činnost a hodnocení kvality vzdělávání,
- sdružení právnických osob, zaměstnavatelů a jejich sdružení, občanská sdružení, která vykonávají činnost ve školství.

## Druhy vzdělávání v Ruské federaci a jejich rozdělení
Ruské vzdělávání se rozděluje:
- na všeobecné vzdělání,
- na odborné vzdělání,
- na další vzdělávání,
- na odborné školení.

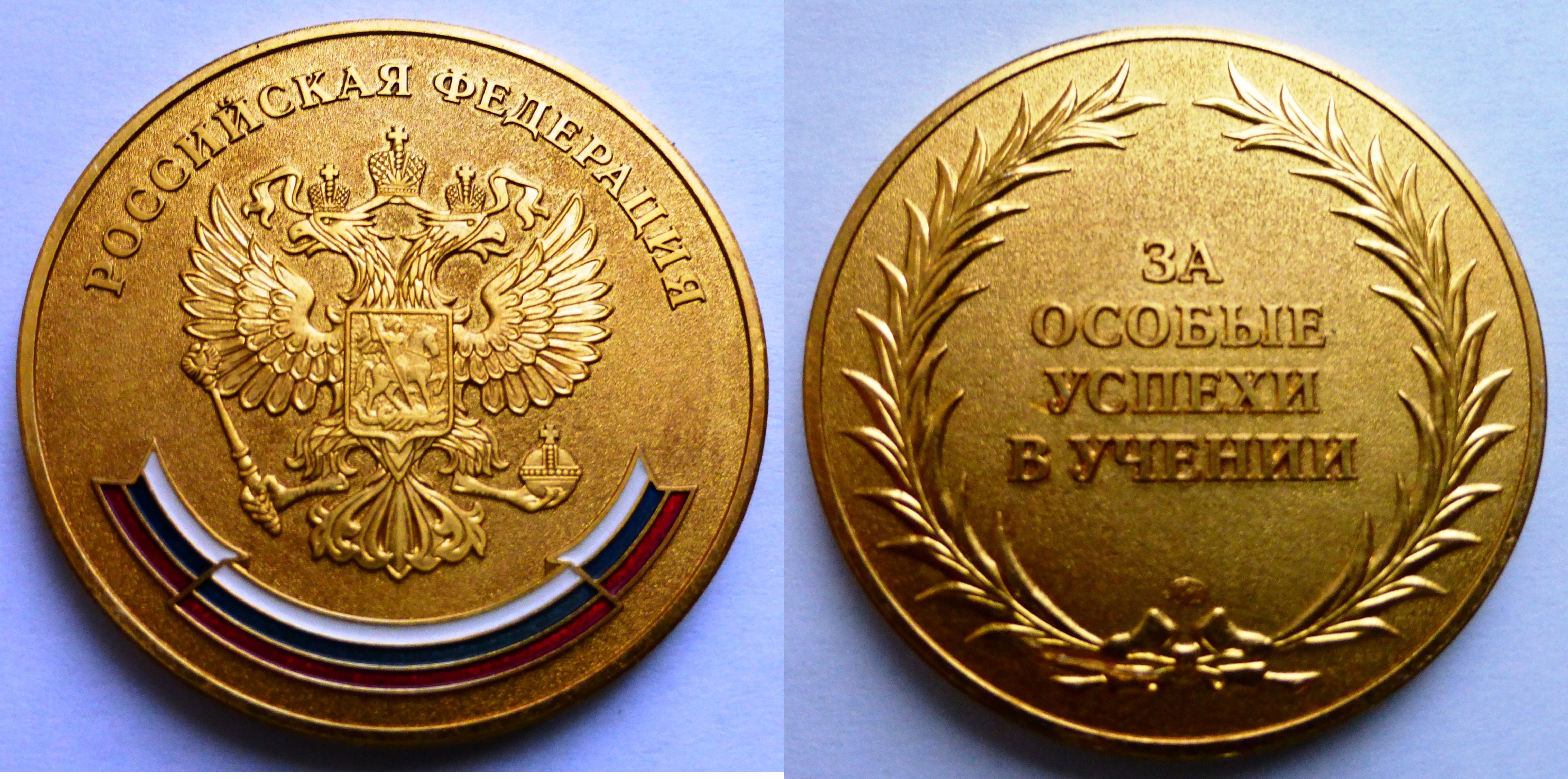
"Zlatá" medaile absolventa střední školy (2011)

Tento vzdělávací systém by měl zajistit možnost uplatnění práva na celoživotní vzdělávání (průběžné vzdělávání).
Hlavní změnou, ke které došlo při rozdělení vzdělání přijaté zákonem Ruské federace "O vzdělávání" v roce 1992 a Federálním zákonem "O vysokém a postgraduálním odborném vzdělávání" z roku 1996, je přeskupení úrovní vzdělávání. Předškolní vzdělávání se nyní stalo úrovní obecného vzdělávání, studijní programy pro postgraduální studium a stážový program jsou nyní na úrovni vysokoškolského vzdělávání a vztahují se k přípravě pracovníků s vyšší kvalifikací, a ne k postgraduálnímu profesnímu vzdělávání, které již jako samostatný druh neexistuje. Vzdělávací systém v Ruské federaci vypadá nyní takto:
- všeobecné vzdělání:
  - předškolní vzdělávání;
  - základní všeobecné vzdělání;
  - hlavní všeobecné vzdělání;
  - střední (úplné) všeobecné vzdělání;
- odborné vzdělání:
  - střední odborné vzdělání;
  - vysokoškolské vzdělání — bakalářské studium; specializace
  - vysokoškolské vzdělání — magisterské studium;
  - vysokoškolské vzdělání — příprava kádru nejvyšší kvalifikace;
- další vzdělávání:
  - další vzdělávání dětí a dospělých;
  - další odborné vzdělávání;
- odborné školení.

### Státní maturitní vysvědčení
Pro dokončení základního stupně všeobecného vzdělání žáci v Rusku absolvují základní státní zkoušky (ZSZ) z matematiky, ruského jazyka a dvou předmětů, které si studenti volí sami. Od roku 2022  se plánuje zavedení povinných zkoušek  z cizích jazyků. V případě úspěšného složení zkoušek jsou žákům uděleny osvědčení o základním obecném vzdělání.
Pro úspěšné absolvování obecného vzdělávání (a zápis do vyšších vzdělávacích institucí) žáci absolvují jediné státní zkoušky (JSZ). Povinné zkoušky pro získání osvědčení o absolvování ruské školy jsou JSZ z ruského jazyka a matematiky. V roce 2025 má být do počtu povinných předmětů pro absolventy zapsána i historie Ruska.
V Rusku existují tři hlavní formy studia:
- prezenční (denní);
- kombinované (večerní);
- distanční.

Omezení vzdělávání v určité formě může být stanoveno vzdělávacím právem a (nebo) vzdělávacím standardem.
Je také možné získat vzdělání ve formě externátu (sebevzdělávání) a rodinného vzdělávání s právem na absolvování střední a státní závěrečné atestace ve vzdělávacích organizacích.
Za organizaci rodinného vzdělávání dítěte na středoškolských programech mají rodiče nárok na refundaci, jejíž výše je stanovena zákonem o subjektu Ruské federace, ve kterém se dítě učí. Většina subjektů v Ruské federaci nevyplácí rodičům žádnou refundaci za rodinné vzdělávání. Od roku 2018, dle ministryně školství v Omské oblasti Taťány Dernové, dostávají refundaci za rodinné vzdělávání vlastních dětí pouze v 5 regionech. V Omské oblasti tak podle stavu z roku 2018 tato kompenzace činila od 7816 Kč měsíčně do 11724 Kč měsíčně (v závislosti na třídě dítěte). Zavedení kompenzací za rodinné vzdělávání dramaticky zvýšilo počet těch, kteří takto své děti chtějí rovněž vzdělávat. Pokud v roce 2013 (kdy byly zavedeny kompenzace) v rodinném vzdělávání v Omsku bylo 7 dětí, pak v roce 2018 tomu bylo přibližně 1200 dětí.
V novém zákoně o vzdělávání se objevily nové formy organizace vzdělávání:
- síťové studium. Síťová forma realizace vzdělávacích programů je realizace vzdělávacího programu s využitím zdrojů několika organizací zabývajících se vzdělávacími aktivitami, včetně těch zahraničních, a také v případě potřeby s možností využití pomoci zdrojů jiných organizací;
- elektronické a distanční studium.

## Vzdělávací standardy a federální vládní požadavky
Pro objektivní posuzování shody stanovených požadavků, vzdělávací aktivity a přípravu účastníků na každé úrovni všeobecné vzdělání a na každé úrovni a směru přípravy (obory, povolání) odborné vzdělávání se přijatý federální státní vzdělávací standardy. Moskevská státní univerzita M. V. Lomonosova, Petrohradská státní univerzita, federální univerzity, národní výzkumné univerzity a federální státní vysoké školy, jejichž seznam je schválen dekretem Prezidenta Ruské federace, má právo navrhovat a schvalovat vlastní vzdělávací standardy na všech úrovních vysokoškolského vzdělávání.
Federální státní vzdělávací standardy zahrnují požadavky:
- ke struktuře základních vzdělávacích programů (včetně odstupu povinné části základního vzdělávacího programu a části, která je tvořena účastníky vzdělávacích vztahy) a jejich objemu,
- podmínky pro provádění základních vzdělávacích programů, včetně personálních, finančních, logistických a jiných podmínek,
- výsledky zvládnutí základních vzdělávacích programů.

Vzdělávací standardy stanovují podmínky pro získání obecného vzdělání a odborného vzdělávání s přihlédnutím k různým formám vzdělávání, vzdělávacím technologiím a zvláštnostem jednotlivých kategorií žáků.

## Statistika
- V roce 2006 bylo 1,3 milionu absolventů škol.
- V roce 2008 byl průměrný roční počet zaměstnaných v oblasti vzdělávání v Rusku 5,98 milionu lidí.
- Podle údajů z roku 2008 bylo v Rusku 1134 státních a nestátních vysokých škol a 1663 poboček, do kterých za studiem docházelo 7 513 119 lidí. Celkový počet učitelů činil 341 tisíc.
- V roce 2010 bylo v Rusku 840 tisíc absolventů.
- V lednu 2010 bylo v Rusku 1,36 milionu učitelů a 13,36 milionu žáků, kteří byli rozděleni do 53 tisíc škol (z toho 34 tisíc venkovských a 19 tisíc městských).
- Podle údajů za rok 2012 se 81% obyvatel velkých měst domnívá, že v jejich městě je možné získat moderní dobré vzdělání. V srovnání s rokem 2011 se tento ukazatel snížil o 3%.
- V roce 2015 se na rozpočtová místa vysokých škol přihlásilo 324 tisíc studentů.
- V roce 2019 vláda ve zprávě Federálního shromáždění předložila prognózu, která konstatuje snížení počtu rozpočtových míst v ruských vysokých školách o 17% do roku 2024. Důvody předpokládané změny počtu rozpočtových míst na vysokých školách zpráva neuvádí.
- V roce 2019 bylo 16,1 milionu žáků, 1,1 milionu učitelů a 4161,7 tisíc studentů.
- V roce 2019 veřejné výdaje na školství činily 3,5 procenta HDP.